# MundoTenis Open
Il MundoTenis Open, conosciuto precedentemente come Brasil Tennis Cup, è un torneo femminile di tennis che si gioca a Florianópolis in Brasile. Ha fatto parte della categoria International e si è giocato sul cemento dal 2013 al 2014 e nel 2016 e sulla terra rossa nel 2015. La 1ª edizione si è giocata nel 2013 mentre nel 2016 si è tenuta l'ultima.
Nel 2023, dopo ben sei anni di assenza, il torneo di Florianópolis ha fatto il suo ritorno nel circuito femminile ospitando un torneo di categoria WTA 125 prendendo il nome di MundoTenis Open.

## Albo d'oro

### Singolare
| Anno        | Categoria     | Campionessa        | Finalista               | Punteggio     |
| ----------- | ------------- | ------------------ | ----------------------- | ------------- |
| 2013        | International | Monica Niculescu   | Ol'ga Pučkova           | 6-2, 4-6, 6-4 |
| 2014        | International | Klára Koukalová    | Garbiñe Muguruza        | 4-6, 7-5, 6-0 |
| 2015        | International | Teliana Pereira    | Annika Beck             | 6-4, 4-6, 6-1 |
| 2016        | International | Irina-Camelia Begu | Tímea Babos             | 2-6, 6-4, 6-3 |
| 2017 - 2022 | Non disputato | Non disputato      | Non disputato           | Non disputato |
| 2023        | WTA 125       | Ajla Tomljanović   | Martina Capurro Taborda | 6-1, 7-5      |
| 2024        | WTA 125       | Maja Chwalińska    | Ylena In-Albon          | 6-1, 6-2      |

### Doppio
| Anno        | Categoria     | Campionesse                                       | Finaliste                                 | Punteggio           |
| ----------- | ------------- | ------------------------------------------------- | ----------------------------------------- | ------------------- |
| 2013        | International | Anabel Medina Garrigues (1) Jaroslava Švedova (1) | Anne Keothavong Valerija Savinych         | 6-0, 6-4            |
| 2014        | International | Anabel Medina Garrigues (2) Jaroslava Švedova (2) | Francesca Schiavone Sílvia Soler Espinosa | 7-6(1), 2-6, [10-3] |
| 2015        | International | Annika Beck Laura Siegemund                       | María Irigoyen Paula Kania                | 6-3, 7-6(1)         |
| 2016        | International | Ljudmyla Kičenok Nadiia Kičenok                   | Tímea Babos Réka Luca Jani                | 6-3, 6-1            |
| 2017 - 2022 | Non disputato | Non disputato                                     | Non disputato                             | Non disputato       |
| 2023        | WTA 125       | Sara Errani Léolia Jeanjean                       | Julia Lohoff Conny Perrin                 | 7-5, 3-6, [10-7]    |
| 2024        | WTA 125       | Maja Chwalińska Laura Pigossi                     | Nicole Fossa Huergo Valerija Strachova    | 7-6(3), 6-3         |